# Calybites lepidella
Calybites lepidella är en fjärilsart som först beskrevs av Edward Meyrick 1880.  Calybites lepidella ingår i släktet Calybites och familjen styltmalar. Inga underarter finns listade i Catalogue of Life.